# Sylvie Thomé
Pour les articles homonymes, voir Thomé.
Sylvie Thomé est une lutteuse libre française.

## Palmarès

### Championnats du monde
- Médaille de bronze en lutte libre dans la catégorie des moins de 65 kg en 1991 à Tokyo

### Championnats d'Europe
- Médaille d'argent en lutte libre dans la catégorie des moins de 65 kg en 1993 à Ivanovo